# Александрија (Небраска)
Александрија (енгл. Alexandria) град је у америчкој савезној држави Небраска.

## Демографија
По попису из 2010. године број становника је 177, што је 39 (-18,1%) становника мање него 2000. године.
| Група             | 2000.       | 2010.       |
| Белци             | 211 (97,7%) | 166 (93,8%) |
| Афроамериканци    | 0 (0,0%)    | 0 (0,0%)    |
| Азијати           | 0 (0,0%)    | 0 (0,0%)    |
| Хиспаноамериканци | 4 (1,9%)    | 4 (2,3%)    |
| Укупно            | 216         | 177         |